# Protogynanisa
Protogynanisa este un gen de molii din familia Saturniidae. 

## Specii
- Protogynanisa athletoides Rougeot, 1971
- Protogynanisa probsti Bouyer, 2001